# گروه مسیه ۵۱
گروه مسیه ۵۱(به انگلیسی: M51 Group)یک خوشه کهکشانی در صورت فلکی تازی‌ها است. درخشان‌ترین عضو آن کهکشان گرداب است که نام خوشه از آن گرفته شده و کهکشان آفتاب‌گردان نیز عضو دیگری از این خوشه است. 